# Chili aux Jeux olympiques de 1912
L'équipe de chilienne olympique participe aux Jeux olympiques d'été de 1912 à Stockholm. Le pays n'y remporte aucune médaille. L'athlète Leopoldo Palma est le porte-drapeau d'une délégation chilienne comptant 14 sportifs.

## Résultats

### Athlétisme
Courses
| Athlète          | Épreuve      | Séries      | Séries      | Demi-finales | Demi-finales | Finale  | Finale  |
| Athlète          | Épreuve      | Temps       | Rang        | Temps        | Rang         | Temps   | Rang    |
| ---------------- | ------------ | ----------- | ----------- | ------------ | ------------ | ------- | ------- |
| Pablo Eitel      | 100 m        | ?           | 6e          | Éliminé      | Éliminé      | Éliminé | Éliminé |
| Pablo Eitel      | 200 m        | ?           | 5e          | Éliminé      | Éliminé      | Éliminé | Éliminé |
| Pablo Eitel      | 110 m haies  | 17.2        | 1re         | ?            | 4e           | Éliminé | Éliminé |
| Federico Mueller | 800 m        | ?           | 5-7         | Éliminé      | Éliminé      | Éliminé | Éliminé |
| Leopoldo Palma   | 800 m        | ?           | 4e          | Éliminé      | Éliminé      | Éliminé | Éliminé |
| Rolando Salinas  | 10 km marche | 55:02       | 7e          | Éliminé      | Éliminé      | Éliminé | Éliminé |
| Alfonso Sánchez  | 5 000 m      | Non courues | Non courues | DNF          | DNF          | Éliminé | Éliminé |
| Alfonso Sánchez  | 10000 m      | Non courues | Non courues | DNF          | DNF          | Éliminé | Éliminé |
| Alfonso Sánchez  | Marathon     | Non courues | Non courues | Non courues  | Non courues  | DNS     | DNS     |

Concours
| Athlète            | Épreuve           | Qualification | Qualification | Finale      | Finale  |
| Athlète            | Épreuve           | Performance   | Rang          | Performance | Rang    |
| ------------------ | ----------------- | ------------- | ------------- | ----------- | ------- |
| Rodolfo Hammersley | Hauteur           | 1,60 m        | 28e           | Éliminé     | Éliminé |
| Rodolfo Hammersley | Hauteur sans élan | 1,40 m        | 13e           | Éliminé     | Éliminé |

### Cyclisme

#### Cyclisme sur route
| Cycliste                                                   | Épreuve                              | Résultat   | Résultat |
| Cycliste                                                   | Épreuve                              | Temps      | Rang     |
| ---------------------------------------------------------- | ------------------------------------ | ---------- | -------- |
| Alberto Downey                                             | Contre-la-montre masculin            | 11:53:02.5 | 42e      |
| Arturo Friedemann                                          | Contre-la-montre masculin            | 12:28:20.8 | 67e      |
| Cárlos Koller                                              | Contre-la-montre masculin            | 12:13:49.2 | 58e      |
| José Torres                                                | Contre-la-montre masculin            | 12:39:39.5 | 74e      |
| Alberto Downey Arturo Friedemann Carlos Koller José Torres | Contre-la-montre masculin par équipe | 49:14:52.0 | 9e       |

### Équitation
Saut d’obstacles
| Cavalier         | Cheval | Épreuve    | Résultat  | Résultat |
| Cavalier         | Cheval | Épreuve    | Pénalités | Rang     |
| ---------------- | ------ | ---------- | --------- | -------- |
| Enrique Deichler | Chile  | Individuel | 14        | 16e      |
| Elías Yáñez      | Patria | Individuel | 24        | 25e      |

### Tir
| Tireur        | Épreuve                                        | Résultat | Résultat |
| Tireur        | Épreuve                                        | Score    | Rang     |
| ------------- | ---------------------------------------------- | -------- | -------- |
| Félix Alegría | Carabine libre à 600 m                         | 61       | 72e      |
| Félix Alegría | Carabine d'ordonnance à 300 m, trois positions | 77       | 48e      |
| Félix Alegría | Pistolet à 50 m                                | 406      | 38e      |
| Félix Alegría | Pistolet tir rapide à 25 m                     | 259      | 25e      |
| Harald Ekwall | Carabine libre à 600 m                         | 67       | 67e      |
| Harald Ekwall | Carabine d'ordonnance à 300 m, trois positions | 80       | 43e      |
| Harald Ekwall | Pistolet à 50 m                                | 430      | 23e      |
| Harald Ekwall | Pistolet tir rapide à 25 m                     | 217      | 38e      |